# Tillie Olsen

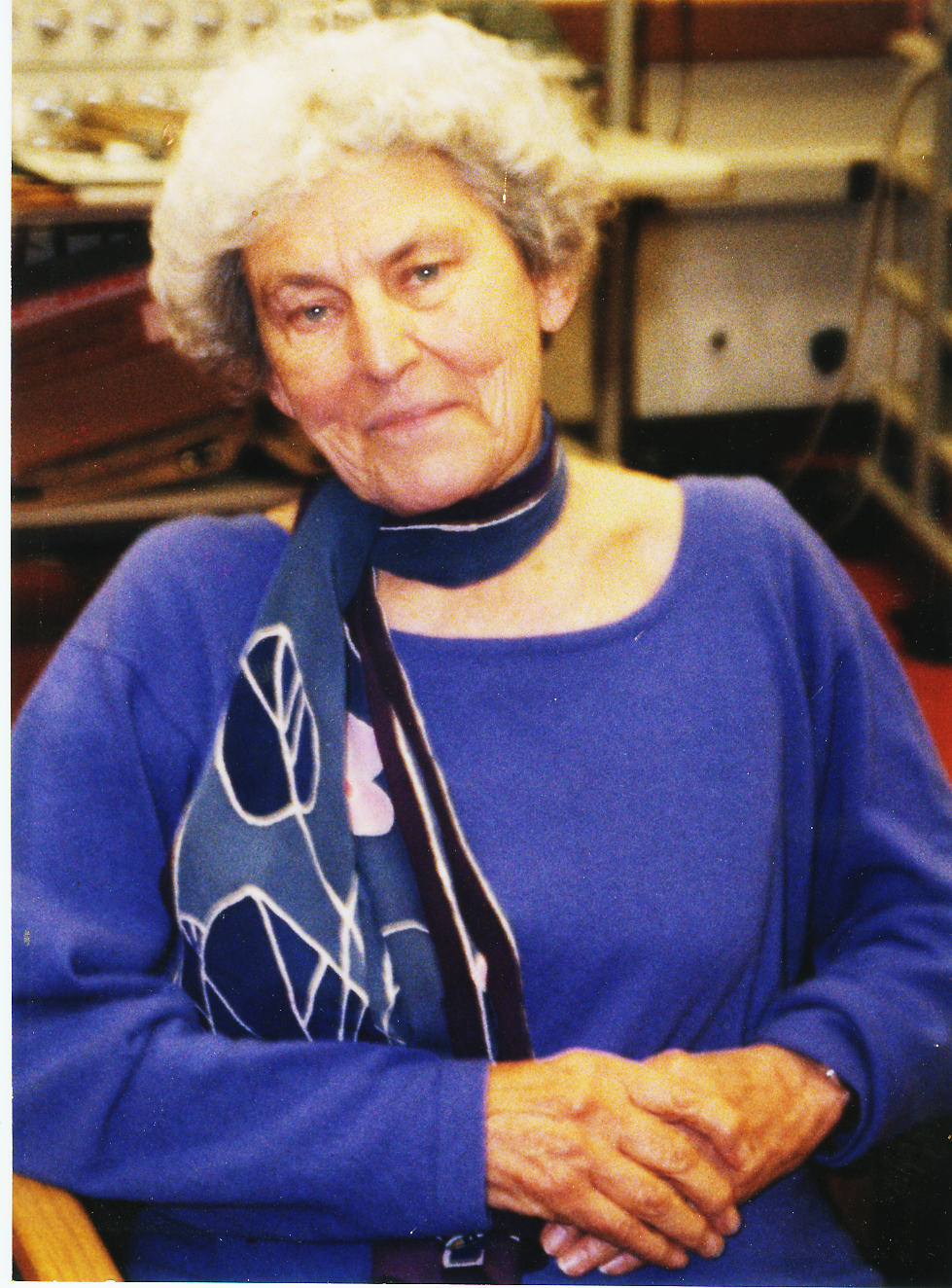
Tillie Olsen

Tillie Lerner Olsen (Omaha (Nebraska), 14 januari 1912 – Oakland (Californië), 1 januari 2007) was een Joods-Amerikaanse schrijfster, dichteres en feministe.
Olsen die een zeer linkse politieke overtuiging was toegedaan en onder meer allerlei vakbondsactiviteiten ondernam (ze kwam er zelfs een tijdje voor in de gevangenis), schreef over de beslommeringen van 'gewone' vrouwen en andere alledaagse sociale onderwerpen. Haar literaire werk diende tot inspiratie van diverse feministische schrijfsters.
Alhoewel ze slechts weinig boeken heeft geschreven, worden het feministische "Tell Me a Riddle" uit 1961 (een bundel van vier korte verhalen) en het niet afgemaakte "Yonnondio: From the Thirties" uit 1974 (laatste gaat over de Grote Depressie) als klassieke meesterwerken beschouwd. Voor de eerste won ze de O. Henry Award.
Tillie Olsen overleed op 94-jarige leeftijd.